# Загальна лінійна група
Загальна лінійна група — в математиці група всіх оборотних квадратних матриць над деяким кільцем.

## Формальне визначення
Загальною лінійною групою порядку {\displaystyle n} називається четвірка {\displaystyle \left(U_{n}(R),\cdot ,{}^{-1},I\right)}, де:
- {\displaystyle R} є асоціативним кільцем з одиницею,
- {\displaystyle U_{n}(R)} — оборотні матриці порядку {\displaystyle n} над даним кільцем,
- Груповою операцією є множення матриць,
- Зворотним елементом є обернена матриця,
- Одиничним елементом є одинична матриця.

Будь-яка підгрупа загальної лінійної групи називається лінійною групою.

## Векторні простори
Якщо {\displaystyle V} — векторний простір над полем {\displaystyle F}, то загальною лінійною групою лінійного простру {\displaystyle \operatorname {GL} (V)} або {\displaystyle \operatorname {Aut} (V)} називається група всіх автоморфізмів {\displaystyle V}, тобто множина всіх бієктивних лінійних відображень {\displaystyle V\to V} де груповою операцією є композиція відображень .
Якщо простір V має скінченну розмірність {\displaystyle \dim V=n}, то {\displaystyle \operatorname {GL} (V)} і {\displaystyle \operatorname {GL} (n,K)} ізоморфні. Однак, ізоморфізм не є канонічним, оскільки він залежить від вибору базисів {\displaystyle V}. Якщо {\displaystyle (e_{1},\dots ,e_{n})} — базис, і автоморфізмів {\displaystyle \operatorname {GL} (V)}, маємо
{\displaystyle Te_{k}=\sum _{j=1}^{n}a_{jk}e_{j}}
для деяких констант {\displaystyle a_{jk}\in K}. Матриця, відповідна {\displaystyle T} має елементами {\displaystyle a_{jk}}.

## Визначники
Матриця є оборотна над полем {\displaystyle F}, якщо і тільки якщо її визначник відмінний від нуля. Таким чином, {\displaystyle \operatorname {GL} (n,K)} може бути визначена як група матриць з ненульовим визначником.
Для кільця {\displaystyle R} маємо: матриця над {\displaystyle R} є оборотною тоді і тільки тоді, коли її визначник є оборотним елементом в {\displaystyle R}. Отже, {\displaystyle \operatorname {GL} (n,R)} може бути визначена як група матриць з оборотними визначниками.

## Спеціальна лінійна група
Спеціальною лінійною групою порядку {\displaystyle n} над полем F називається лінійна група, що містить всі квадратні матриці порядку {\displaystyle n} з елементами поля {\displaystyle K}, визначник яких дорівнює одиниці. Спеціальна лінійна група позначається {\displaystyle \operatorname {SL} (n,K)}.

## Скінченні поля
Якщо {\displaystyle K} є скінченним полем з {\displaystyle q} елементами, іноді використовується запис {\displaystyle \operatorname {GL} (n,q)}.

### Порядок
Порядок групи {\displaystyle \operatorname {GL} (n,K)}
{\displaystyle |\operatorname {GL} (n,K)|=\prod _{i=0}^{n-1}~(q^{n}-q^{i})}.
Для прикладу, порядок {\displaystyle \operatorname {(} GL)(3,2)} рівний (8 — 1) (8 — 2) (8 — 4) = 168. Це група автоморфізмів площини Фано, і групи {\displaystyle \mathbb {(} Z)_{2}^{3}}
Аналогічні формули для {\displaystyle \operatorname {SL} (n,K)}:
{\displaystyle |\operatorname {SL} (n,K)|={1 \over q-1}\prod _{i=0}^{n-1}~(q^{n}-q^{i})}.

## Властивості
- Якщо {\displaystyle n\geqslant 2,} то група {\displaystyle \operatorname {GL} (n,K)} не є абелевою.[1]
- {\displaystyle \operatorname {SL} (n,K)} є нормальною підгрупою {\displaystyle \operatorname {GL} (n,K).}[2]
- Нехай {\displaystyle K^{*}} буде мультиплікативною групою поля K, тоді визначник є гомоморфізмом груп:
{\displaystyle \det \colon \operatorname {GL} (n,K)\to K^{*}}.
- {\displaystyle \operatorname {GL} (n,K)} є напівпрямим добутком {\displaystyle \operatorname {SL} (n,K)\rtimes K^{*}}

## Пов'язані групи

### Проективна група
Проективна група {\displaystyle \operatorname {PGL} (n,K)} і проектні спеціальні лінійні групи {\displaystyle \operatorname {PSL} (n,K)} є факторгрупами {\displaystyle \operatorname {GL} (n,K)} і {\displaystyle \operatorname {SL} (n,K)} відносно скалярних матриць.

### Афінна група
Афінна група {\displaystyle \operatorname {Aff} (n,K)} — розширення {\displaystyle \operatorname {GL} (n,F)} за допомогою групи перенесень. Її можна записати за допомогою напівпрямого добутку:
{\displaystyle \operatorname {Aff} (n,K)=\operatorname {GL} (n,K)\ltimes K^{n}}. Афінна група може також розглядатися як групи всіх афінних перетворень афінного простору.